# Амюз-буш

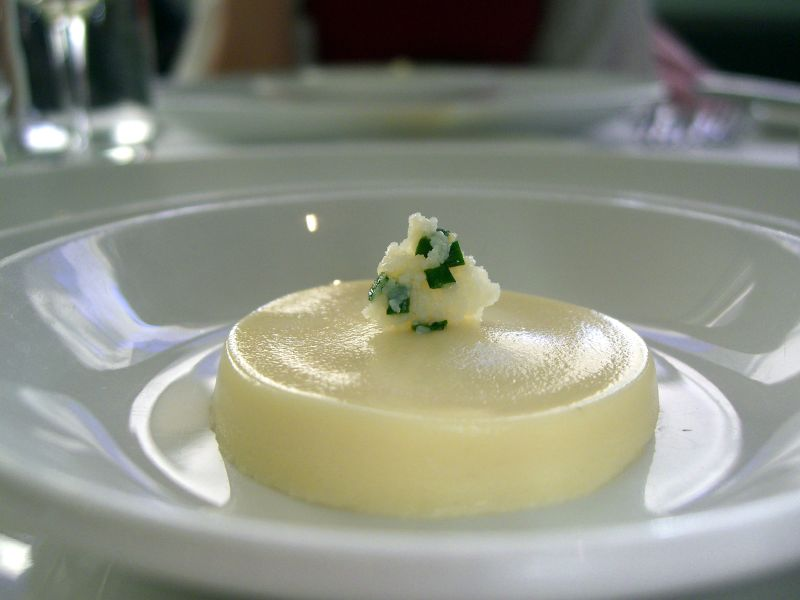
Паннакота из пармезана

Амюз-буш (фр. amuse-bouche, также amuse-gueule, букв. «развлечение для рта») — французский кулинарный термин, применяемый для обозначения мини-закусок. От обычных закусок или аппетайзеров отличаются тем, что посетители не заказывают их из меню. Их подают бесплатно и только по выбору шеф-повара, чтобы подготовить гостя к еде или для того, чтобы дать представление о стиле шеф-повара.

## Этимология
Форма множественного числа может быть amuse-bouche или amuse-bouches. Во Франции традиционно используется (как в разговорной, так и в письменной речи) иной термин — amuse-gueule, тогда как amuse-bouche даже не упоминается в большинстве словарей, являясь эвфемистической гиперкоррекцией, появившейся в 1980-х годах в ресторанных меню и использовавшейся почти только там. (Во французском языке bouche относится к человеческому рту, тогда как gueule означает пасть животного, например, собаки, хотя часто используется для обозначения рта и звучит уничижительно только в определённых выражениях, например, «ferme ta gueule».)

## В ресторанах
Амюз-буш как тип блюда возник во время становления движения новой кухни, которая делала упор на меньшие по размеру блюда с более ярким вкусом. Отличается от других закусок тем, что она небольшая, обычно на один или два укуса, предварительно отбирается шеф-поваром и предлагается бесплатно всем присутствующим за столом.
Функцию амюз-буш могли выполнять довольно простые закуски, например, тарелка оливок или горшочек тапенады. Однако зачастую они становятся демонстрацией артистизма и зрелищности шеф-повара, усиливаемых конкуренцией среди ресторанов. По словам знаменитого нью-йоркского шеф-повара Жана-Жоржа Вонгерихтена, «амюз-буш — лучший способ для великого шеф-повара выразить свои большие идеи небольшими порциями».
В какой-то момент амюз-буш превратился из неожиданного бонуса в обязательное предложение для ресторанов, отмеченных звездами «Мишлен», и для тех, кто претендует на эту категорию. Это, в свою очередь, создало ряд логистических проблем для ресторанов: амюз-буш должен быть приготовлен в достаточном количестве, чтобы обслужить всех гостей, обычно сразу после принятия заказа или между основными блюдами. Для этого часто требуется отдельная кулинарная станция, предназначенная исключительно для быстрого приготовления блюда, а также большая и разнообразная коллекция специализированного фарфора для подачи блюд. Популярным выбором являются интересные тарелки, чашки демитас и большие суповые ложки в азиатском стиле. Кроме того, кухня должна быть адаптирована для гостей, страдающих непереносимостью или аллергией на ингредиенты блюда.

## Галерея

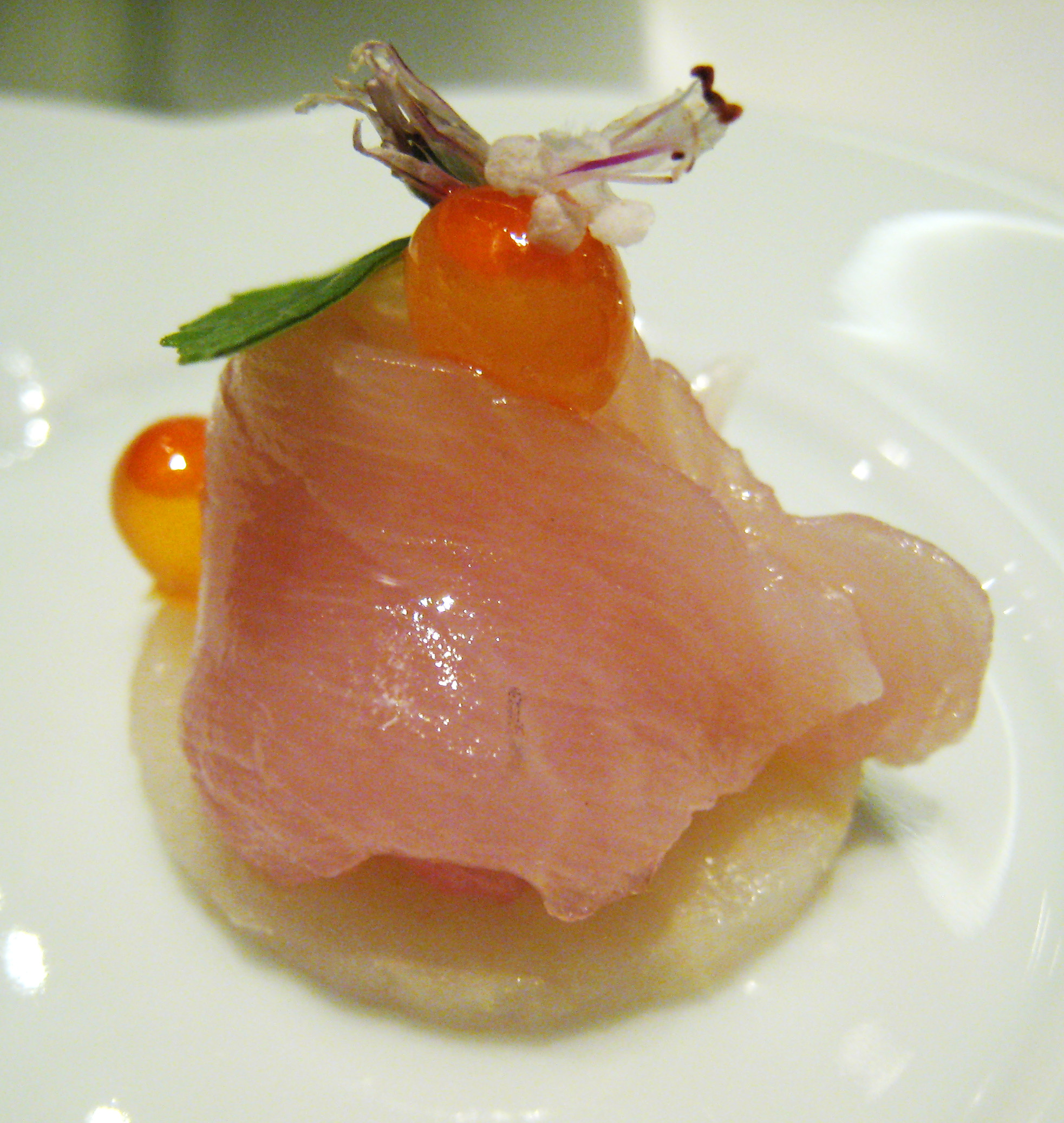
Амюз-буш в японском стиле: хамачи, икра лосося, базилик, цветок базилика
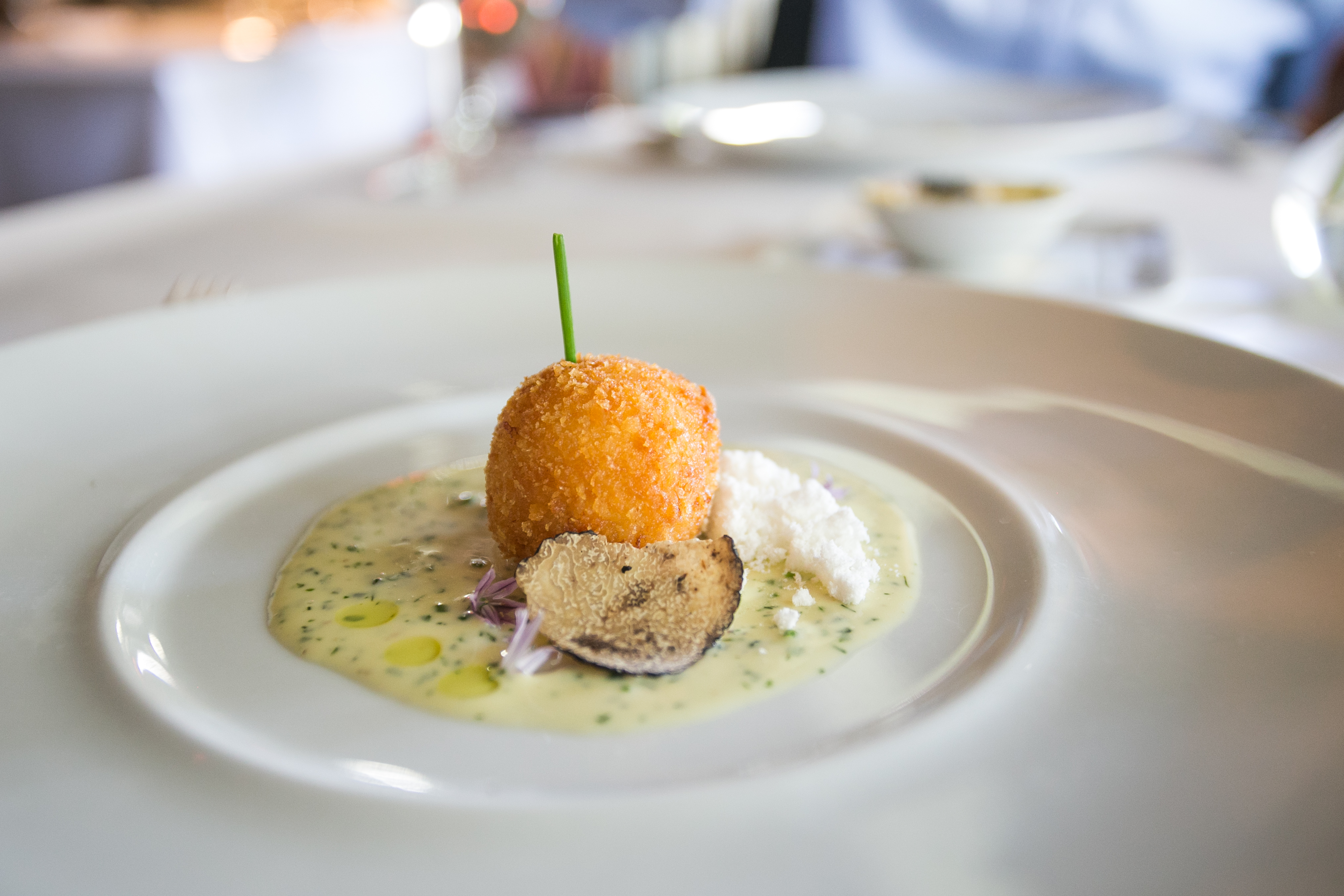
Амюз-буш во французском ресторане
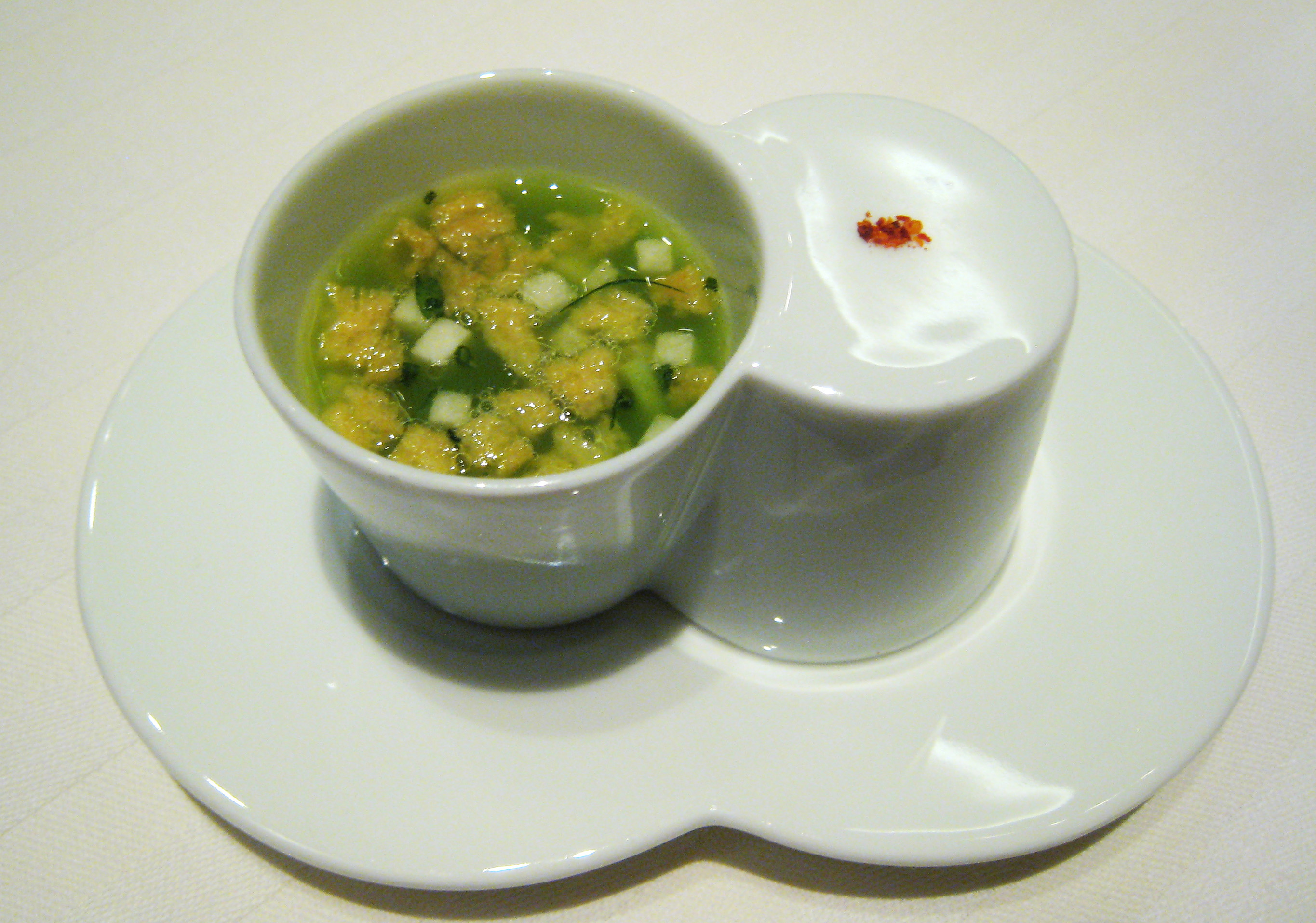
Суп из сельдерея с обжаренной кукурузой и хикамой